# Gran Salón del Pueblo
El Gran Salón del Pueblo es un edificio situado en el lado oeste de la Plaza de Tiananmén de Pekín, usado para actividades legislativas y ceremoniales por el gobierno de la República Popular China y el Partido Comunista de China. El Gran Salón funciona como lugar de celebración de las sesiones del parlamento chino, la Asamblea Popular Nacional, que se realizan cada año durante el mes de marzo junto con la sesión nacional de la Conferencia Consultiva Política del Pueblo Chino, un órgano político consultivo. También es el lugar de reunión del Congreso Nacional del Partido Comunista de China, que desde 1982 se ha realizado una vez cada cinco años.
En chino, "会堂" (huìtáng) se traduce comúnmente como "sala" o "salón". Sin embargo, en el contexto del nombre "Gran Palacio del Pueblo" (人民大会堂, Rénmín Dàhuìtáng), la palabra "会堂" no se traduce literalmente como "sala" o "salón". En este caso, "会堂" se refiere al concepto de un lugar de reunión o asamblea importante, y "大会堂" (Dàhuìtáng) significa un lugar de reunión o asamblea grande y significativo para el pueblo. Por lo tanto, "Gran Palacio del Pueblo" es una traducción adecuada para este edificio, ya que refleja su función como un lugar de encuentro y toma de decisiones de importancia nacional en China.
El Gran Salón también se usa para muchos eventos especiales, incluidas reuniones a nivel nacional de varias organizaciones sociales y políticas, grandes celebraciones de aniversario, así como los servicios conmemorativos de antiguos líderes. El Gran Salón del Pueblo también es una atracción popular de la ciudad frecuentada por los turistas que la visitan.

## Historia
El Gran Salón del Pueblo fue diseñado por Zhang Bo. Fue inaugurado en septiembre de 1959, y fue uno de los «Diez Grandes Edificios» construidos para el 10.º aniversario de la República Popular China. La estructura fue construida en diez meses por trabajadores de la construcción y voluntarios.

## Descripción
El edificio tiene una superficie de 171 801 metros cuadrados, 356 metros de longitud, 206,5 metros de anchura y una altura máxima de 46,5 metros. En los aleros de la puerta principal cuelga el emblema nacional de la República Popular China.
El Gran Salón del Pueblo se compone de tres secciones:
1. La sección central contiene principalmente el Gran Auditorio, el Auditorio Principal, el Salón del Congreso, el Salón Central, el Salón Dorado y otros salones.
2. La sección norte se compone del Salón de Banquetes del Estado, la Sala de Invitados del Estado, el Salón Norte, el Salón Este, el Salón Oeste y otros salones.
3. La sección sur alberga las oficinas del Comité Permanente de la Asamblea Popular Nacional.

Cada provincia, región administrativa especial y región autónoma de China tiene su propio salón en el edificio, como el Salón de Pekín, el Salón de Hong Kong y el Salón de Taiwán. Cada uno de ellos tiene las características distintivas de la provincia que le da nombre y está amueblado según el estilo local.
El Gran Auditorio tiene un volumen de 90 000 metros cúbicos, 3693 asientos en el auditorio bajo, 3515 en el palco, 2518 en la galería y entre 300 y 500 en el estrado. Los líderes del gobierno dan sus discursos aquí; y los representantes hacen gran parte de su trabajo. Tiene capacidad para albergar simultáneamente a unos diez mil representantes. El techo está decorado con una galaxia de luces con una gran estrella roja en el centro, y un patrón de olas de agua cerca representa al pueblo. Sus instalaciones están equipadas con audiovisuales y otros sistemas adaptables a una variedad de tipos y tamaños de reuniones. También hay un sistema de interpretación simultánea con cabina de traducción.
El Salón de Banquetes del Estado tiene una superficie de 7000 metros cuadrados y puede albergar a 7000 invitados, y hasta 5000 personas pueden cenar a la vez (como se hizo con ocasión de la visita de Richard Nixon a China en 1972). Se pueden celebrar reuniones más pequeñas en el Auditorio Principal, mientras que los grupos más grandes usan una o varias salas de conferencias, como el Salón Dorado y el Salón Norte, y las asambleas más pequeñas están alojadas en uno o varios de los más de treinta salones de conferencias que están nombrados en honor a provincias y regiones de China.

## Uso

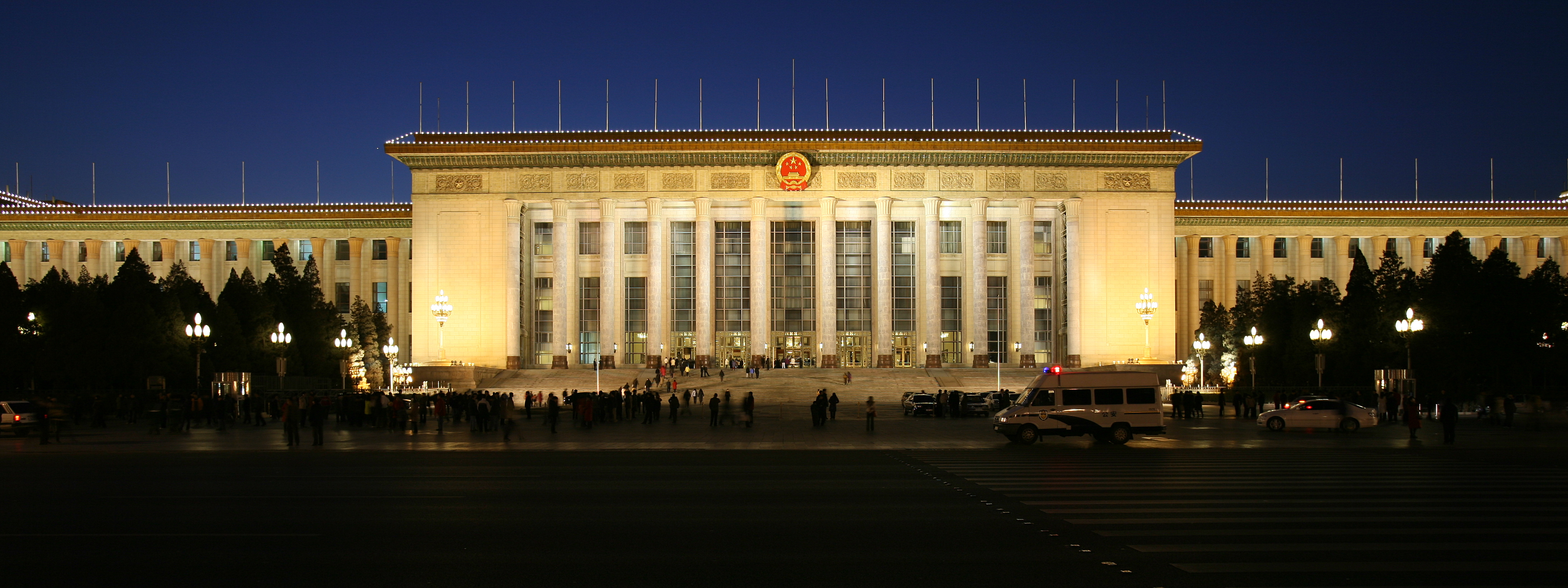
La fachada del Gran Salón del Pueblo por la noche

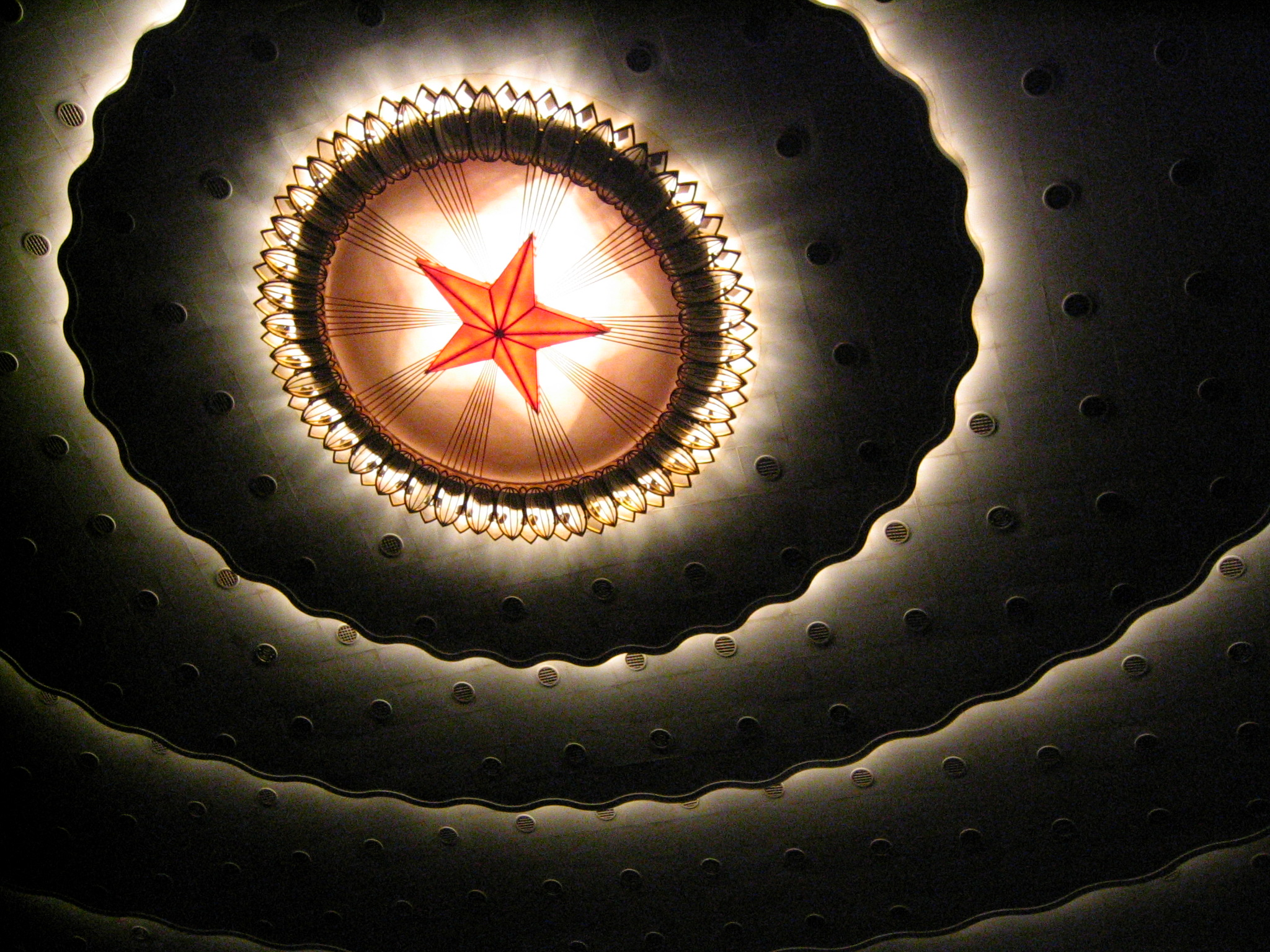
El techo del auditorio principal

El Gran Salón del Pueblo es el centro político de Pekín y la sede de la Asamblea Popular Nacional. Cada año, en marzo, el Gran Salón del Pueblo alberga los liang hui (literalmente «dos reuniones»), en las que tanto la Conferencia Consultiva Política del Pueblo Chino como la Asamblea Popular Nacional se reúnen durante dos o tres semanas en el Gran Auditorio. El Partido Comunista de China también celebra su Congreso Nacional cada cinco años en el Gran Salón del Pueblo.
El Gran Salón se ha usado para reuniones con dignatarios extranjeros en visitas de Estado, así como para grandes celebraciones de aniversario a las que asisten los principales líderes. El Gran Salón se ha usado para los funerales de Estado y servicios conmemorativos de varios líderes. El antiguo presidente Liu Shaoqi fue purgado durante la Revolución Cultural y murió a causa de las malas condiciones que sufría en prisión. Fue rehabilitado póstumamente después de 1978. En 1982 se concedió a Liu un funeral de Estado que se celebró en el Gran Salón. También se celebró en el Gran Salón el funeral del Secretario General Hu Yaobang en 1989, durante las protestas de la Plaza de Tiananmén, así como el de Deng Xiaoping en 1997. El funeral de Mao Zedong no se celebró en el Gran Salón, sino en la Plaza de Tiananmén.
El edificio y su Gran Auditorio están abiertos al público como una atracción turística cuando no están en uso. En años recientes, también se han realizado algunas convenciones no políticas y conciertos en el Gran Salón. En enero de 2009, el trío de country Lucy Angel consiguió la distinción de ser el primer grupo occidental invitado a actuar en el Gran Salón del Pueblo, haciéndolo delante de una audiencia de dignatarios y funcionarios del gobierno.